# Japão nos Jogos Olímpicos de Inverno de 1972
O Japão competiu nos Jogos Olímpicos de Verão de 1972, que aconteceram na cidade de Sapporo, no Japão.